# Fredhällsbadet

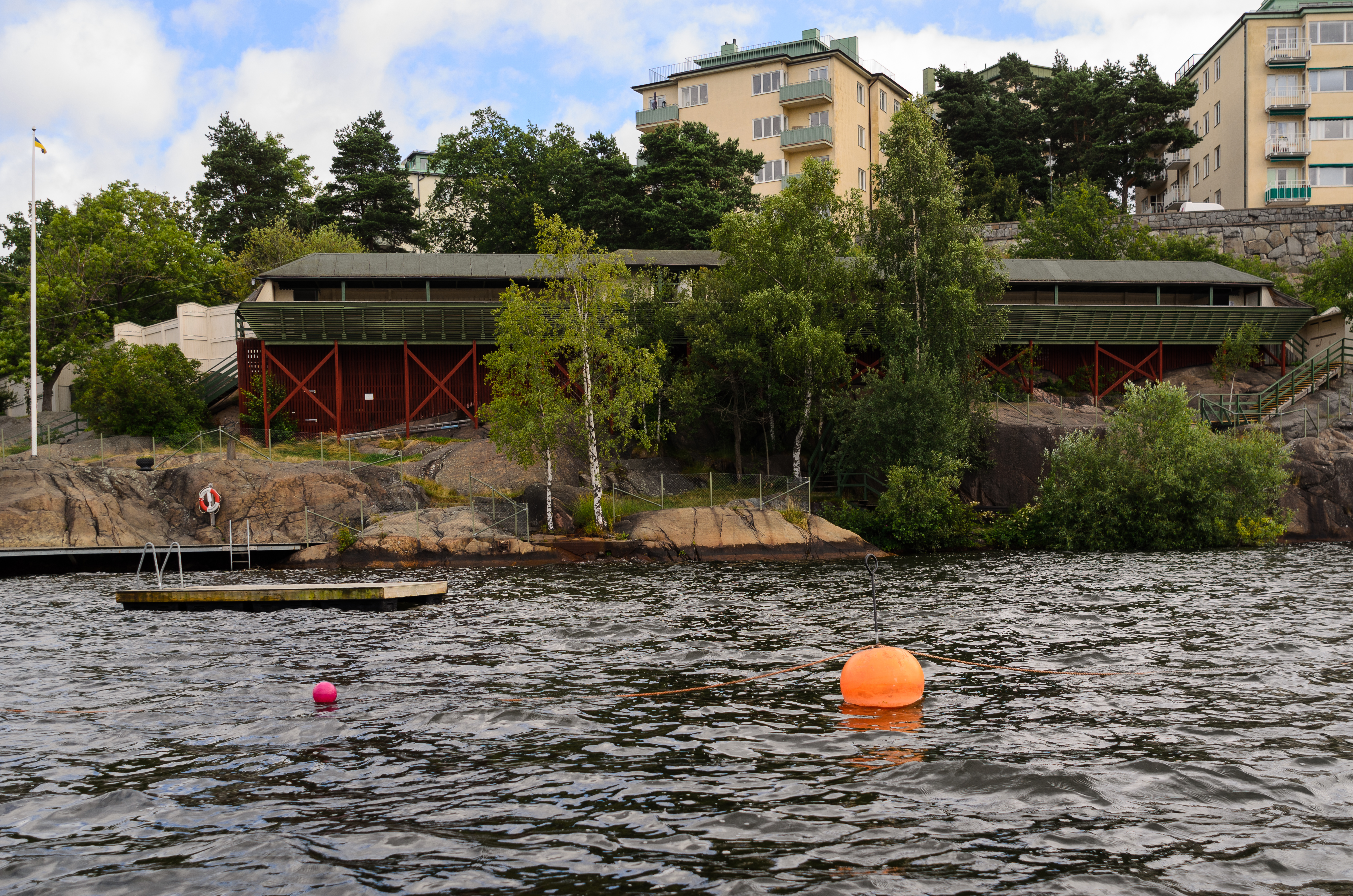
Fredhällsbadet från Essingefjärden, juli 2015.

Fredhällsbadet (ursprungligen Tranebergsbadet) är ett klippbad i Essingefjärden nära Tranebergsbron i stadsdelen Fredhäll i Stockholm.

## Historik
Fredhällsbadet är ett av Stockholms första solbad, invigt 1922 och då med två avdelningar, en för kvinnor och en för män. Det fanns plank emellan så att det hela gick sedesamt till. I dag solas där inte längre utan baddräkt och planket är öppet mellan avdelningarna. Fredhällsbadet används fortfarande som solbad men även som klippbad samt bastubad och vinterbad.
Sedan 1947 drivs badet av den ideella föreningen Fredhälls Badklubb (FBK). När badet invigdes 1922 med nordiska simtävlingar bar det namnet Tranebergsbadet. Från 1916 och framåt planerades på denna plats en stor badanläggning med hotell och restaurang, men bara ett provisorium kom till 1922. Anläggningen skulle rivas 1946 och då övertog Fredhälls Badklubb driften och räddade provisoriet.
Den 1 juli 2009 återinvigdes det då upprustade Fredhällsbadet, som nu hör till Stockholms officiella strandbad. Under sommarmånaderna är badet öppet för allmänheten. Resten av året är det reserverat för föreningens medlemmar, för närvarande cirka 950 personer.
Det är gångavstånd till  Kristinebergs tunnelbanestation från badet.

## Bilder

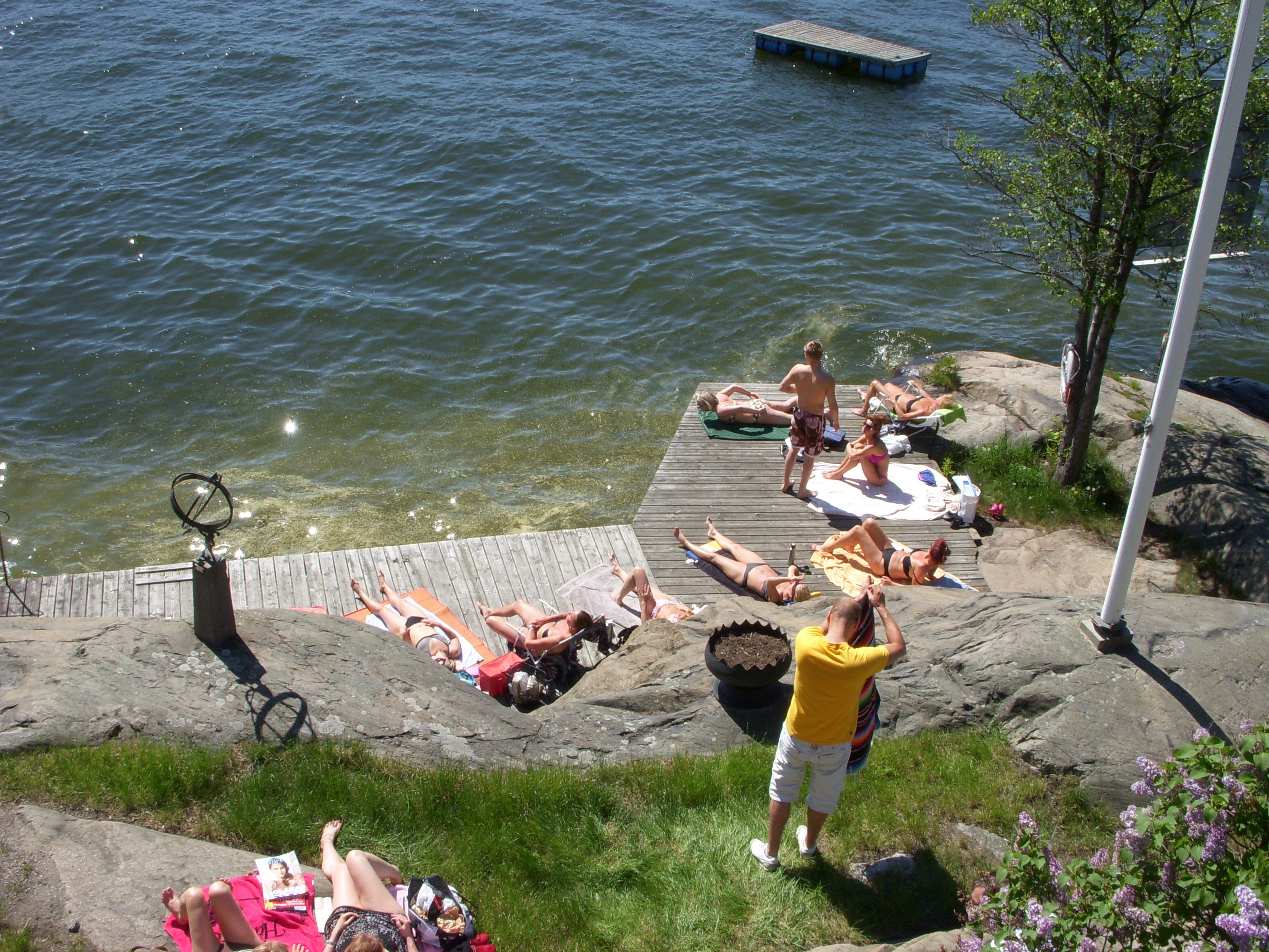
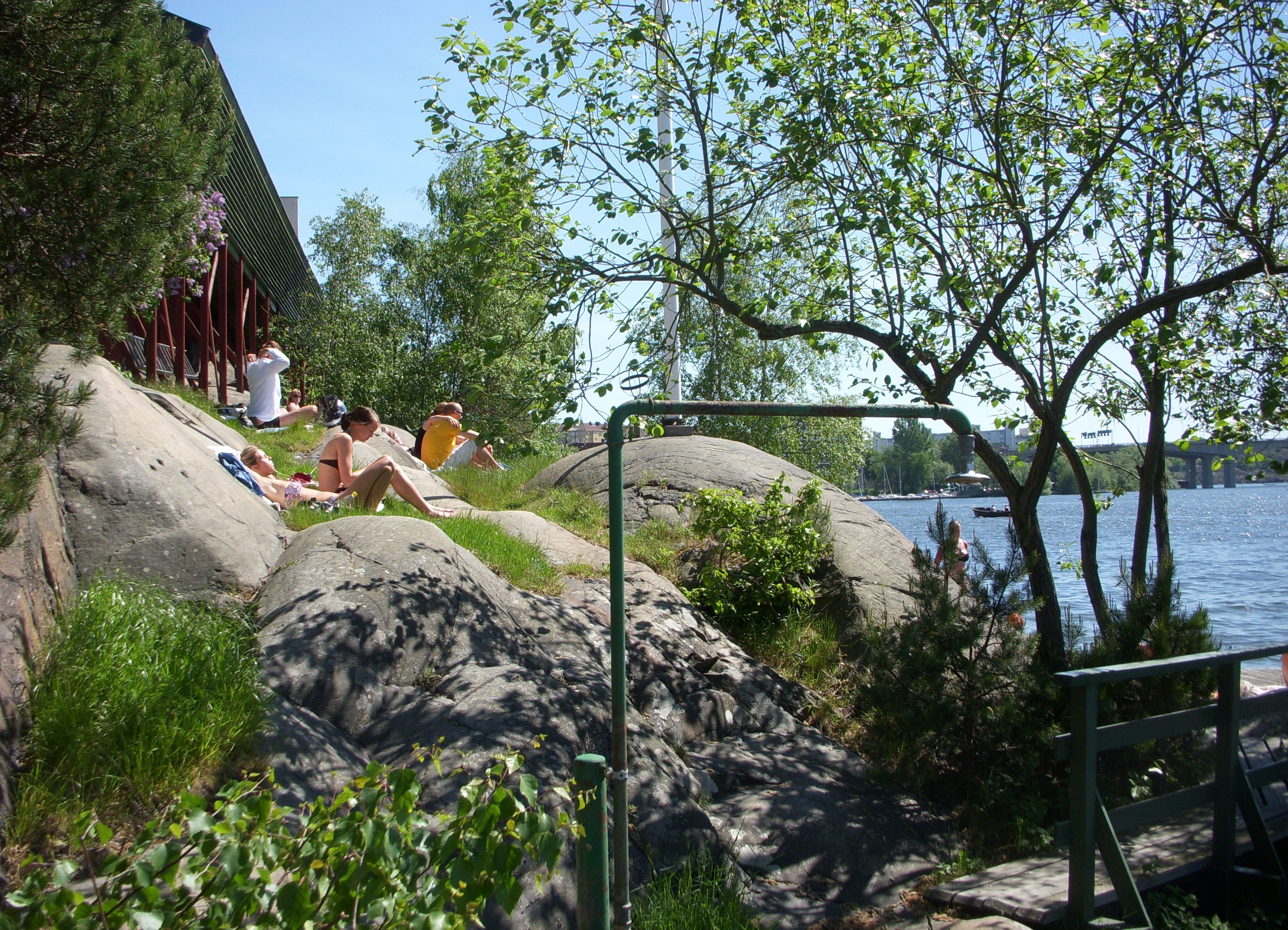
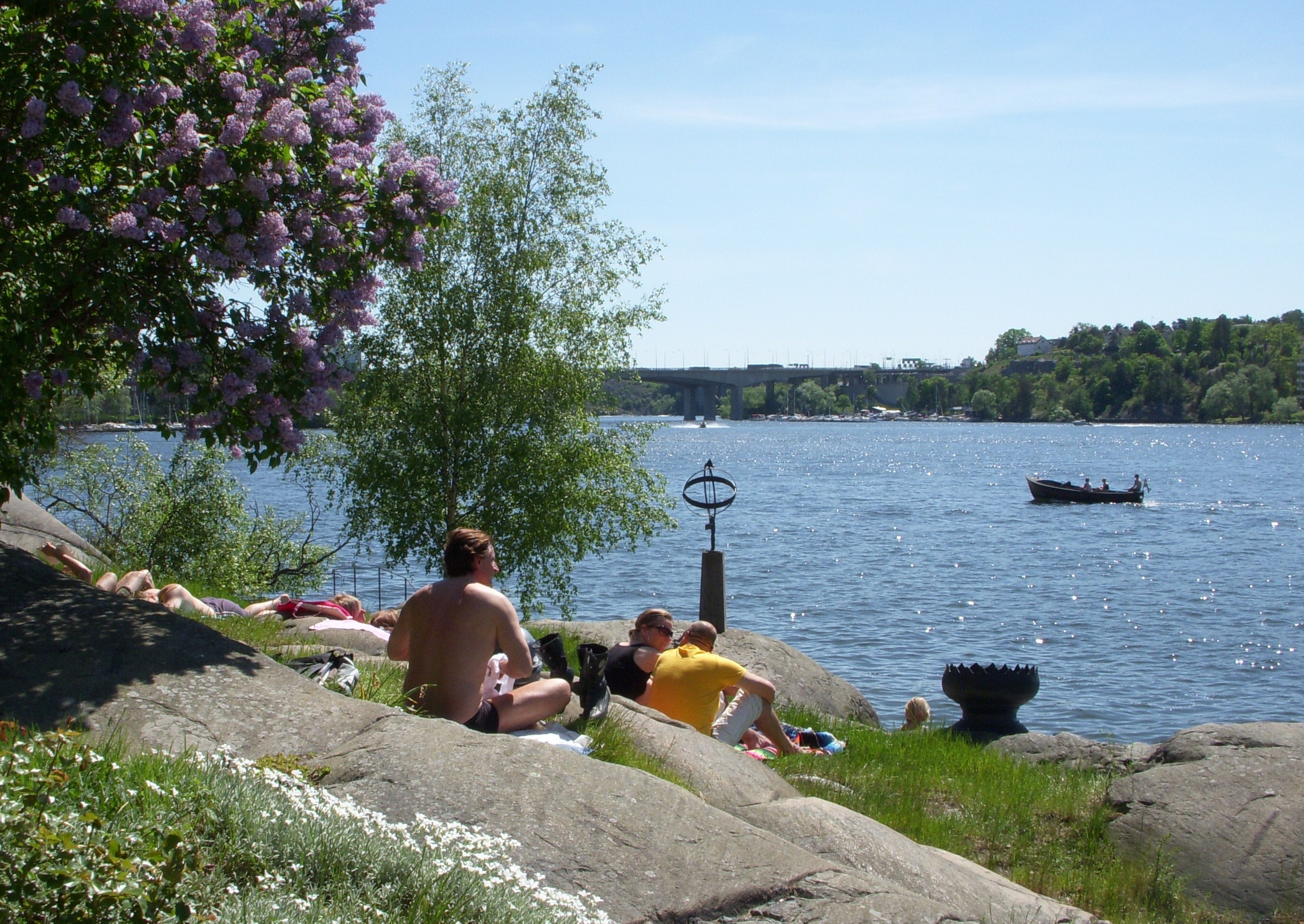
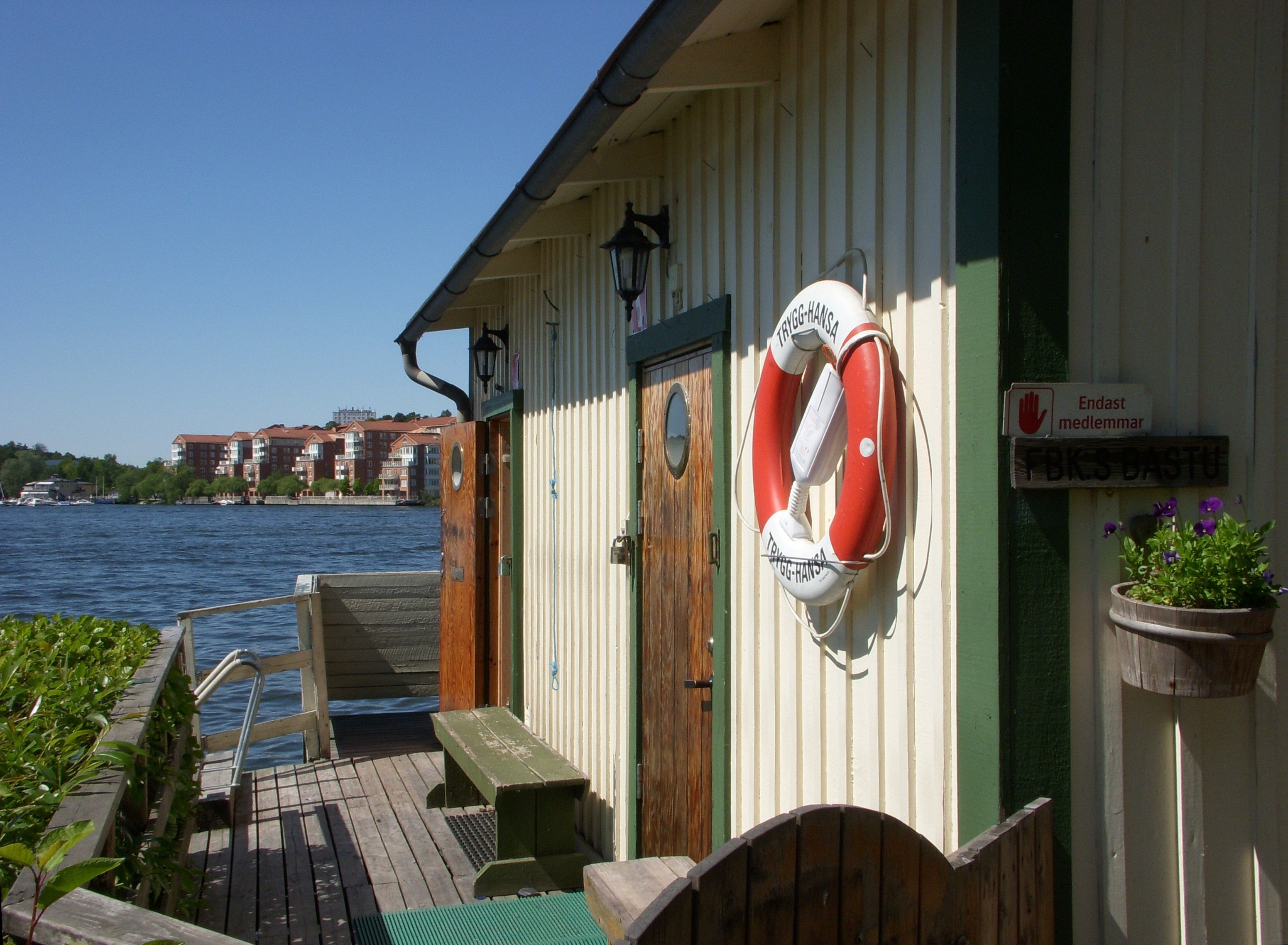